# Finnország az 1996. évi nyári olimpiai játékokon
Finnország az egyesült államokbeli Atlantában megrendezett 1996. évi nyári olimpiai játékok egyik részt vevő nemzete volt. Az országot az olimpián 15 sportágban 76 sportoló képviselte, akik összesen 4 érmet szereztek.

## Érmesek
| Érem  | Versenyző     | Sportág  | Versenyszám         |
| ----- | ------------- | -------- | ------------------- |
| Arany | Heli Rantanen | Atlétika | Női gerelyhajítás   |
| Ezüst | Marko Asell   | Birkózás | Kötöttfogás, 74 kg  |
| Ezüst | Jani Sievinen | Úszás    | Férfi 200 m vegyes  |
| Bronz | Seppo Räty    | Atlétika | Férfi gerelyhajítás |

## Atlétika
Férfi
| Versenyző        | Versenyszám     | Előfutam | Előfutam | Előfutam | Negyeddöntő | Negyeddöntő | Negyeddöntő | Elődöntő | Elődöntő | Elődöntő | Döntő         | Döntő         |
| Versenyző        | Versenyszám     | Idő      | Hely.    | Össz.    | Idő         | Hely.       | Össz.       | Idő      | Hely.    | Össz.    | Idő           | Helyezés      |
| ---------------- | --------------- | -------- | -------- | -------- | ----------- | ----------- | ----------- | -------- | -------- | -------- | ------------- | ------------- |
| Harri Hänninen   | Maraton         |          |          |          |             |             |             |          |          |          | 2:18:41       | 32.           |
| Risto Ulmala     | Maraton         |          |          |          |             |             |             |          |          |          | nem ért célba | nem ért célba |
| Antti Haapakoski | 110 m gát       | 13,90    | 5.       | 40.*     | kiesett     | kiesett     | kiesett     | kiesett  | kiesett  | kiesett  | kiesett       | kiesett       |
| Valentin Kononen | 50 km gyaloglás |          |          |          |             |             |             |          |          |          | 3:47:40       | 7.            |
| Antero Lindman   | 50 km gyaloglás |          |          |          |             |             |             |          |          |          | 4:07:58       | 30.           |
| Jani Lehtinen    | 50 km gyaloglás |          |          |          |             |             |             |          |          |          | nem ért célba | nem ért célba |

| Versenyző         | Versenyszám   | Selejtező | Selejtező | Döntő    | Döntő    |
| Versenyző         | Versenyszám   | Eredmény  | Helyezés  | Eredmény | Helyezés |
| ----------------- | ------------- | --------- | --------- | -------- | -------- |
| Heikki Vääräniemi | Rúdugrás      | 560 cm    | 18.*      | kiesett  | kiesett  |
| Mika Halvari      | Súlylökés     | 19,37 m   | 14.       | kiesett  | kiesett  |
| Arsi Harju        | Súlylökés     | 19,01 m   | 18.       | kiesett  | kiesett  |
| Marko Wahlman     | Kalapácsvetés | 73,50 m   | 23.       | kiesett  | kiesett  |
| Seppo Räty        | Gerelyhajítás | 83,66 m   | 6.        | 86,98 m  |          |
| Kimmo Kinnunen    | Gerelyhajítás | 80,98 m   | 10.       | 84,02 m  | 7.       |
| Harri Hakkarainen | Gerelyhajítás | 79,34 m   | 14.       | kiesett  | kiesett  |

Női
| Versenyző                                                             | Versenyszám     | Előfutam | Előfutam | Előfutam | Negyeddöntő | Negyeddöntő | Negyeddöntő | Elődöntő | Elődöntő | Elődöntő | Döntő         | Döntő         |
| Versenyző                                                             | Versenyszám     | Idő      | Hely.    | Össz.    | Idő         | Hely.       | Össz.       | Idő      | Hely.    | Össz.    | Idő           | Helyezés      |
| --------------------------------------------------------------------- | --------------- | -------- | -------- | -------- | ----------- | ----------- | ----------- | -------- | -------- | -------- | ------------- | ------------- |
| Sanna Hernesniemi-Kyllönen                                            | 100 m           | 11,39    | 5.       | 23.*     | 11,49       | 6.          | 24.         | kiesett  | kiesett  | kiesett  | kiesett       | kiesett       |
| Sanna Hernesniemi-Kyllönen                                            | 200 m           | 23,35    | 4.       | 29.      | 23,38       | 5.          | 23.         | kiesett  | kiesett  | kiesett  | kiesett       | kiesett       |
| Annemari Sandell                                                      | 10 000 m        | 31:40,42 | 6.       | 25.      |             |             |             |          |          |          | 32:14,66      | 12.           |
| Johanna Manninen Sanna Hernesniemi-Kyllönen Heidi Suomi Anu Pirttimaa | 4 × 100 m váltó | 44,21    | 4.       | 11.      |             |             |             |          |          |          | kiesett       | kiesett       |
| Kirsi Rauta                                                           | Maraton         |          |          |          |             |             |             |          |          |          | nem ért célba | nem ért célba |
| Sari Essayah                                                          | 10 km gyaloglás |          |          |          |             |             |             |          |          |          | 45:02         | 16.           |

| Versenyző           | Versenyszám   | Selejtező             | Selejtező             | Döntő    | Döntő    |
| Versenyző           | Versenyszám   | Eredmény              | Helyezés              | Eredmény | Helyezés |
| ------------------- | ------------- | --------------------- | --------------------- | -------- | -------- |
| Heli Koivula-Kruger | Távolugrás    | érvényes ugrás nélkül | érvényes ugrás nélkül | kiesett  | kiesett  |
| Heli Koivula-Kruger | Hármasugrás   | 13,25 m               | 23.                   | kiesett  | kiesett  |
| Karoliina Lundahl   | Súlylökés     | 17,14 m               | 19.                   | kiesett  | kiesett  |
| Heli Rantanen       | Gerelyhajítás | 66,54 m               | 2.                    | 67,94 m  |          |
| Mikaela Ingberg     | Gerelyhajítás | 60,46 m               | 12.                   | 61,52 m  | 7.       |
| Taina Uppa-Kolkkala | Gerelyhajítás | 57,74 m               | 19.                   | kiesett  | kiesett  |

| Versenyző    | Versenyszám | 100 m gát | 100 m gát | Magasugrás | Magasugrás | Súlylökés | Súlylökés | 200 m | 200 m | Távolugrás | Távolugrás | Gerelyhajítás | Gerelyhajítás | 800 m   | 800 m | Végeredmény | Végeredmény |
| Versenyző    | Versenyszám | Idő       | Pont      | Eredmény   | Pont       | Eredmény  | Pont      | Idő   | Pont  | Eredmény   | Pont       | Eredmény      | Pont          | Idő     | Pont  | Pont        | Helyezés    |
| ------------ | ----------- | --------- | --------- | ---------- | ---------- | --------- | --------- | ----- | ----- | ---------- | ---------- | ------------- | ------------- | ------- | ----- | ----------- | ----------- |
| Tiia Hautala | Hétpróba    | 13,72     | 1018      | 177 cm     | 941        | 13,22 m   | 742       | 25,33 | 857   | 585 cm     | 804        | 38,98 m       | 648           | 2:16,09 | 877   | 5887        | 21.         |

* - egy másik versenyzővel azonos eredményt ért el

## Birkózás
Kötöttfogású
| Versenyző            | Versenyszám | 32-es főtábla                    | Nyolcaddöntő                   | Negyeddöntő                    | Elődöntő                    | Vigaszág 2. kör               | Vigaszág 3. kör               | Vigaszág 4. kör         | Vigaszág 5. kör   | Vigaszág 6. kör   | Bronz- mérkőzés   | Döntő                       | Helyezés |
| Versenyző            | Versenyszám | Ellenfél Eredmény                | Ellenfél Eredmény              | Ellenfél Eredmény              | Ellenfél Eredmény           | Ellenfél Eredmény             | Ellenfél Eredmény             | Ellenfél Eredmény       | Ellenfél Eredmény | Ellenfél Eredmény | Ellenfél Eredmény | Ellenfél Eredmény           | Helyezés |
| -------------------- | ----------- | -------------------------------- | ------------------------------ | ------------------------------ | --------------------------- | ----------------------------- | ----------------------------- | ----------------------- | ----------------- | ----------------- | ----------------- | --------------------------- | -------- |
| Marko Yli-Hannuksela | 68 kg       | Rusztam Adzsi (UKR) · 6–2        | Kamandar Madzsidav (BLR) · 0–5 |                                |                             |                               | Biszer Georgiev (BUL) · 1–1   | kiesett                 | kiesett           | kiesett           | kiesett           |                             | 15.      |
| Marko Asell          | 74 kg       | Sztojan Sztojanov (BUL) · 4–2    | Katajama Takamicu (JPN) · 4–2  | erőnyerő                       | Artur Dzihazov (UKR) · 10–0 |                               |                               |                         |                   |                   |                   | Filiberto Azcuy (CUB) · 2–8 |          |
| Tuomo Karila         | 82 kg       | Gotcha Tsitsiashvili (ISR) · 0–2 | Félix Isisola (PER) · 11–0     |                                |                             |                               | Daulet Turlihanov (KAZ) · 3–7 | kiesett                 | kiesett           | kiesett           | kiesett           |                             | 11.      |
| Harri Koskela        | 90 kg       | Szergej Matvijenko (KAZ) · 0–7   |                                |                                |                             | Derrick Waldroup (USA) · 1–11 | kiesett                       | kiesett                 | kiesett           | kiesett           | kiesett           |                             | 20.      |
| Juha Ahokas          | 130 kg      | erőnyerő                         | Tomas Johansson (SWE) · 2–0    | Alekszandr Karelin (RUS) · 0–4 |                             |                               |                               | Petro Kotok (UKR) · 0–2 | kiesett           | kiesett           | kiesett           |                             | 14.      |

## Cselgáncs
Férfi
| Versenyző   | Versenyszám | Selejtező         | 32-es főtábla                      | Nyolcaddöntő      | Negyeddöntő       | Elődöntő          | Vigaszág első kör | Vigaszág negyeddöntő | Vigaszág elődöntő | Bronz- mérkőzés   | Döntő             | Helyezés |
| Versenyző   | Versenyszám | Ellenfél Eredmény | Ellenfél Eredmény                  | Ellenfél Eredmény | Ellenfél Eredmény | Ellenfél Eredmény | Ellenfél Eredmény | Ellenfél Eredmény    | Ellenfél Eredmény | Ellenfél Eredmény | Ellenfél Eredmény | Helyezés |
| ----------- | ----------- | ----------------- | ---------------------------------- | ----------------- | ----------------- | ----------------- | ----------------- | -------------------- | ----------------- | ----------------- | ----------------- | -------- |
| Pasi Laurén | Harmatsúly  | erőnyerő          | Pürevdorjiin Nyamlkhagva (MGL) · V | kiesett           | kiesett           | kiesett           |                   |                      |                   |                   |                   | 21.      |

## Evezés
Férfi
| Versenyző       | Versenyszám  | Előfutam | Előfutam | Vigaszág | Vigaszág | Elődöntő | Elődöntő | Elődöntő | Döntő | Döntő   | Döntő | Helyezés |
| Versenyző       | Versenyszám  | Idő      | Hely.    | Idő      | Hely.    | Típus    | Idő      | Hely.    | Típus | Idő     | Hely. | Helyezés |
| --------------- | ------------ | -------- | -------- | -------- | -------- | -------- | -------- | -------- | ----- | ------- | ----- | -------- |
| Tomas Söderblom | Egypárevezős | 7:53,46  | 5.       | 7:52,52  | 4.       | C/D      | 7:23,88  | 2.       | C     | 7:32,86 | 2.    | 14.      |

Női
| Versenyző            | Versenyszám  | Előfutam | Előfutam | Vigaszág | Vigaszág | Elődöntő | Elődöntő | Elődöntő | Döntő | Döntő   | Döntő | Helyezés |
| Versenyző            | Versenyszám  | Idő      | Hely.    | Idő      | Hely.    | Típus    | Idő      | Hely.    | Típus | Idő     | Hely. | Helyezés |
| -------------------- | ------------ | -------- | -------- | -------- | -------- | -------- | -------- | -------- | ----- | ------- | ----- | -------- |
| Laila Finska-Bezerra | Egypárevezős | 8:31,56  | 5.       | 8:35,72  | 3.       | A/B      | 8:25,00  | 6.       | B     | 7:34,85 | 6.    | 12.      |

## Íjászat
Férfi
| Versenyző                                    | Versenyszám | Selejtező | Selejtező | 64-es főtábla                         | 32-es főtábla                                  | Nyolcaddöntő                                                                           | Negyeddöntő                                                                            | Elődöntő          | Döntő             | Helyezés |
| Versenyző                                    | Versenyszám | Pont      | Kiemelt   | Ellenfél Eredmény                     | Ellenfél Eredmény                              | Ellenfél Eredmény                                                                      | Ellenfél Eredmény                                                                      | Ellenfél Eredmény | Ellenfél Eredmény | Helyezés |
| -------------------------------------------- | ----------- | --------- | --------- | ------------------------------------- | ---------------------------------------------- | -------------------------------------------------------------------------------------- | -------------------------------------------------------------------------------------- | ----------------- | ----------------- | -------- |
| Tomi Poikolainen                             | Egyéni      | 648       | 38.       | Kevin Sally (CAN) (27.) · 158–155     | Balzsinyima Cirempilov (RUS) (6.) · 164–163    | Kim Boram (Kim Bo-Ram) (KOR) (11.) · 160–162                                           | kiesett                                                                                | kiesett           | kiesett           | 12.      |
| Jari Lipponen                                | Egyéni      | 676       | 5.        | Antonio Vázquez (ESP) (60.) · 168–143 | Jari Lipponen (FIN) (5.) · 161–161             | kiesett                                                                                | kiesett                                                                                | kiesett           | kiesett           | 20.      |
| Tommi Tuovila                                | Egyéni      | 644       | 48.       | Steven Hallard (GBR) (17.) · 151–150  | Sztanyiszlav Zabrodszkij (UKR) (16.) · 142–163 | kiesett                                                                                | kiesett                                                                                | kiesett           | kiesett           | 32.      |
| Jari Lipponen Tomi Poikolainen Tommi Tuovila | Csapat      | 676       | 7.        |                                       |                                                | Franciaország (FRA) · Sébastien Flûte · Damien Letulle · Lionel Torrés (10.) · 245–244 | Olaszország (ITA) · Matteo Bisiani · Michele Frangilli · Andrea Parenti (2.) · 236–252 | kiesett           | kiesett           | 8.       |

## Kajak-kenu

### Síkvízi
Férfi
| Versenyző         | Versenyszám        | Előfutam | Előfutam | Előfutam | Vigaszág | Vigaszág | Vigaszág | Elődöntő | Elődöntő | Elődöntő | Döntő    | Döntő    |
| Versenyző         | Versenyszám        | Idő      | Hely.    | Össz.    | Idő      | Hely.    | Össz.    | Idő      | Hely.    | Össz.    | Idő      | Helyezés |
| ----------------- | ------------------ | -------- | -------- | -------- | -------- | -------- | -------- | -------- | -------- | -------- | -------- | -------- |
| Mikko Kolehmainen | Kajak egyes 500 m  | 1:41,171 | 3.       | 3.       | erőnyerő | erőnyerő | erőnyerő | 1:40,765 | 3.       | 6.       | 1:40,331 | 7.       |
| Mikko Kolehmainen | Kajak egyes 1000 m | 3:48,075 | 1.       | 7.       | erőnyerő | erőnyerő | erőnyerő | 3:45,613 | 4.       | 11.      | 3:35,841 | 9.       |

## Kerékpározás

### Országúti kerékpározás
Férfi
| Versenyző        | Versenyszám   | Idő             | Helyezés |
| ---------------- | ------------- | --------------- | -------- |
| Joona Laukka     | Mezőnyverseny | 4:56:46 (+2:50) | 57.      |
| Kari Myyryläinen | Mezőnyverseny | 4:56:47 (+2:51) | 63.      |

Női
| Versenyző          | Versenyszám   | Idő                | Helyezés |
| ------------------ | ------------- | ------------------ | -------- |
| Tea Vikstedt-Nyman | Mezőnyverseny | 2:37:06 (+0:53)    | 34.      |
| Tea Vikstedt-Nyman | Időfutam      | 0:38:24 (+0:01:44) | 6.       |

### Pálya-kerékpározás
Sprintversenyek
| Versenyző    | Versenyszám | Selejtező | Selejtező | 1. forduló                       | Vigaszág                                        | Vigaszág | Negyeddöntő          | 5–8. helyért           | 5–8. helyért | Elődöntő             | Döntő                | Helyezés |
| Versenyző    | Versenyszám | Idő       | Hely.     | Ellenfél Győztes idő             | Ellenfelek Győztes idő                          | Hely.    | Ellenfél Győztes idő | Ellenfelek Győztes idő | Hely.        | Ellenfél Győztes idő | Ellenfél Győztes idő | Helyezés |
| ------------ | ----------- | --------- | --------- | -------------------------------- | ----------------------------------------------- | -------- | -------------------- | ---------------------- | ------------ | -------------------- | -------------------- | -------- |
| Mira Kasslin | Női egyéni  | 11,924    | 11.       | Félicia Ballanger (FRA) · 11,901 | Vang Jen (CHN) · Daniela Larreal (VEN) · 12,067 | 3.       | kiesett              | kiesett                | kiesett      | kiesett              | kiesett              | kiesett  |

Üldözőversenyek
| Versenyző         | Versenyszám  | Selejtező  | Selejtező  | Negyeddöntő  | Negyeddöntő | Elődöntő     | Elődöntő  | Döntő        | Döntő     | Helyezés |
| Versenyző         | Versenyszám  | Idő        | Hely.      | Ellenfél Idő | Saját idő   | Ellenfél Idő | Saját idő | Ellenfél Idő | Saját idő | Helyezés |
| ----------------- | ------------ | ---------- | ---------- | ------------ | ----------- | ------------ | --------- | ------------ | --------- | -------- |
| Jukka Heinikainen | Férfi egyéni | lekörözték | lekörözték | kiesett      | kiesett     | kiesett      | kiesett   | kiesett      | kiesett   | kiesett  |

Pontversenyek
| Név                | Versenyszám     | Pont | Körhátrány | Helyezés |
| ------------------ | --------------- | ---- | ---------- | -------- |
| Tea Vikstedt-Nyman | Női pontverseny | 9    | 0          | 7.       |

## Lovaglás
Díjlovaglás
| Versenyző     | Ló     | Versenyszám | 1. kör | 1. kör | 2. kör  | 2. kör  | 3. kör  | 3. kör  | Végeredmény | Végeredmény |
| Versenyző     | Ló     | Versenyszám | Pont   | Hely.  | Pont    | Hely.   | Pont    | Hely.   | Pont        | Helyezés    |
| ------------- | ------ | ----------- | ------ | ------ | ------- | ------- | ------- | ------- | ----------- | ----------- |
| Kyra Kyrklund | Amiral | Egyéni      | 64,80  | 28.    | kiesett | kiesett | kiesett | kiesett | kiesett     | kiesett     |

## Sportlövészet
Férfi
| Versenyző        | Versenyszám           | Selejtező | Selejtező | Döntő   | Döntő    |
| Versenyző        | Versenyszám           | Pont      | Helyezés  | Pont    | Helyezés |
| ---------------- | --------------------- | --------- | --------- | ------- | -------- |
| Petri Eteläniemi | Gyorstüzelő pisztoly  | 579       | 19.       | kiesett | kiesett  |
| Juha Hirvi       | Légpuska              | 589       | 15.**     | kiesett | kiesett  |
| Juha Hirvi       | Sportpuska, fekvő     | 589       | 42.****   | kiesett | kiesett  |
| Juha Hirvi       | Sportpuska, összetett | 1164      | 13.****   | kiesett | kiesett  |
| Krister Holmberg | Futócéllövészet       | 578       | 5.        | 672,4   | 6.       |
| Raimo Kauppila   | Dupla trap            | 133       | 15.*      | kiesett | kiesett  |

Női
| Versenyző              | Versenyszám | Selejtező | Selejtező | Döntő   | Döntő    |
| Versenyző              | Versenyszám | Pont      | Helyezés  | Pont    | Helyezés |
| ---------------------- | ----------- | --------- | --------- | ------- | -------- |
| Riitta-Mari Murtoniemi | Dupla trap  | 107       | 2.        | 133     | 5.       |
| Satu Pusila            | Dupla trap  | 100       | 11.**     | kiesett | kiesett  |

* - egy másik versenyzővel azonos eredményt ért el

** - két másik versenyzővel azonos eredményt ért el

**** - négy másik versenyzővel azonos eredményt ért el

## Súlyemelés
| Versenyző     | Versenyszám | Szakítás | Szakítás | Lökés    | Lökés    | Összesen | Helyezés |
| Versenyző     | Versenyszám | Eredmény | Helyezés | Eredmény | Helyezés | Összesen | Helyezés |
| ------------- | ----------- | -------- | -------- | -------- | -------- | -------- | -------- |
| Jouni Grönman | 70 kg       | 142,5    | 15.*     | 170,0    | 17.*     | 312,5    | 17.      |
| Janne Kanerva | 108 kg      | 160,0    | 17.*     | 200,0    | 14.      | 360,0    | 14.      |

* - másik versenyzővel azonos eredményt ért el

## Tollaslabda
| Versenyző         | Versenyszám | Selejtező                               | 32-es főtábla                      | Nyolcaddöntő      | Negyeddöntő       | Elődöntő          | Döntő             | Helyezés |
| Versenyző         | Versenyszám | Ellenfél Eredmény                       | Ellenfél Eredmény                  | Ellenfél Eredmény | Ellenfél Eredmény | Ellenfél Eredmény | Ellenfél Eredmény | Helyezés |
| ----------------- | ----------- | --------------------------------------- | ---------------------------------- | ----------------- | ----------------- | ----------------- | ----------------- | -------- |
| Pontus Jäntti     | Férfi egyes | erőnyerő                                | Joko Supriyanto (INA) · 1–15, 5–15 | kiesett           | kiesett           | kiesett           | kiesett           | 17.      |
| Robert Liljequist | Férfi egyes | Ong Ewe Hock (MAS) · 14–17, 15–12, 2–15 | kiesett                            | kiesett           | kiesett           | kiesett           | kiesett           | 33.      |

## Torna

### Ritmikus gimnasztika
| Versenyző     | Versenyszám | Selejtező | Selejtező | Elődöntő | Elődöntő | Döntő   | Döntő    |
| Versenyző     | Versenyszám | Pont      | Hely.     | Pont     | Hely.    | Pont    | Helyezés |
| ------------- | ----------- | --------- | --------- | -------- | -------- | ------- | -------- |
| Katri Kalpala | Egyéni      | 36,348    | 34.       | kiesett  | kiesett  | kiesett | kiesett  |

## Úszás
Férfi
| Versenyző                                                | Versenyszám          | Előfutam | Előfutam | Előfutam | Döntő   | Döntő   | Döntő   | Helyezés |
| Versenyző                                                | Versenyszám          | Idő      | Hely.    | Össz.    | Típus   | Idő     | Hely.   | Helyezés |
| -------------------------------------------------------- | -------------------- | -------- | -------- | -------- | ------- | ------- | ------- | -------- |
| Janne Blomqvist                                          | 50 m gyors           | 23,61    | 2.*      | 36.**    | kiesett | kiesett | kiesett | kiesett  |
| Kalle Varonen                                            | 100 m gyors          | 52,00    | 7.       | 44.      | kiesett | kiesett | kiesett | kiesett  |
| Vesa Hanski                                              | 100 m pillangó       | 54,73    | 3.       | 25.      | kiesett | kiesett | kiesett | kiesett  |
| Vesa Hanski                                              | 200 m pillangó       | 1:59,73  | 3.       | 9.       | B       | 1:59,64 | 2.      | 10.      |
| Antti Kasvio                                             | 200 m gyors          | 1:50,55  | 4.       | 14.      | kiesett | kiesett | kiesett | kiesett  |
| Jani Sievinen                                            | 200 m gyors          | 1:49,05  | 3.*      | 8.***    | kiesett | kiesett | kiesett | kiesett  |
| Jani Sievinen                                            | 400 m vegyes         | 4:23,13  | 2.       | 9.       | kiesett | kiesett | kiesett | kiesett  |
| Jani Sievinen                                            | 200 m vegyes         | 2:01,05  | 1.       | 1.       | A       | 2:00,13 | 2.      |          |
| Petteri Lehtinen                                         | 200 m vegyes         | 2:05,51  | 7.       | 19.      | kiesett | kiesett | kiesett | kiesett  |
| Janne Blomqvist Antti Kasvio Jani Sievinen Kalle Varonen | 4 × 100 m gyorsváltó | 3:22,99  | 5.       | 12.      | kiesett | kiesett | kiesett | kiesett  |

Női
| Versenyző                                                             | Versenyszám            | Előfutam | Előfutam | Előfutam | Döntő   | Döntő   | Döntő   | Helyezés |
| Versenyző                                                             | Versenyszám            | Idő      | Hely.    | Össz.    | Típus   | Idő     | Hely.   | Helyezés |
| --------------------------------------------------------------------- | ---------------------- | -------- | -------- | -------- | ------- | ------- | ------- | -------- |
| Minna Salmela                                                         | 50 m gyors             | 26,72    | 3.       | 34.      | kiesett | kiesett | kiesett | kiesett  |
| Minna Salmela                                                         | 100 m gyors            | 57,15    | 1.       | 22.      | kiesett | kiesett | kiesett | kiesett  |
| Paula Harmokivi                                                       | 200 m gyors            | 2:03,54  | 2.       | 18.      | kiesett | kiesett | kiesett | kiesett  |
| Paula Harmokivi                                                       | 400 m gyors            | 4:23,84  | 6.       | 33.      | kiesett | kiesett | kiesett | kiesett  |
| Anu Koivisto                                                          | 100 m hát              | 1:05,25  | 7.       | 23.      | kiesett | kiesett | kiesett | kiesett  |
| Anu Koivisto                                                          | 200 m hát              | 2:19,58  | 2.       | 25.      | kiesett | kiesett | kiesett | kiesett  |
| Mia Hagman                                                            | 100 m mell             | 1:13,01  | 2.       | 32.      | kiesett | kiesett | kiesett | kiesett  |
| Mia Hagman                                                            | 200 m mell             | 2:36,11  | 4.       | 27.      | kiesett | kiesett | kiesett | kiesett  |
| Marja Pärssinen-Päivinen                                              | 100 m pillangó         | 1:02,53  | 3.       | 22.      | kiesett | kiesett | kiesett | kiesett  |
| Paula Harmokivi Marja Heikkilä Marja Pärssinen-Päivinen Minna Salmela | 4 × 100 m gyorsváltó   | 3:50,33  | 5.       | 16.      | kiesett | kiesett | kiesett | kiesett  |
| Mia Hagman Anu Koivisto Marja Pärssinen-Päivinen Minna Salmela        | 4 × 100 m vegyes váltó | 4:14,14  | 5.       | 14.      | kiesett | kiesett | kiesett | kiesett  |

* - egy másik versenyzővel azonos eredményt ért el

** - két másik versenyzővel azonos eredményt ért el

*** - egy másik versenyzővel azonos eredményt ért el, szétúszásban 2. lett és kiesett.

## Vitorlázás
Férfi
| Versenyző                    | Versenyszám    | Futam | Futam | Futam | Futam | Futam | Futam | Futam | Futam | Futam | Futam | Futam | Pontszám | Helyezés |
| Versenyző                    | Versenyszám    | 1     | 2     | 3     | 4     | 5     | 6     | 7     | 8     | 9     | 10    | 11    | Pontszám | Helyezés |
| ---------------------------- | -------------- | ----- | ----- | ----- | ----- | ----- | ----- | ----- | ----- | ----- | ----- | ----- | -------- | -------- |
| Jali Mäkilä                  | Finn dingi     | 17    | 5     | 12    | 9     | 3     | (22)  | 7     | 16    | 13    | (21)  |       | 82,0     | 11.      |
| Petri Leskinen Mika Aarnikka | 470-es osztály | (37)  | 14    | (19)  | 4     | 7     | 6     | 8     | 1     | 16    | 6     | 3     | 65,0     | 4.       |

Női
| Versenyző      | Versenyszám     | Futam | Futam | Futam | Futam | Futam | Futam | Futam | Futam | Futam | Futam | Futam | Pontszám | Helyezés |
| Versenyző      | Versenyszám     | 1     | 2     | 3     | 4     | 5     | 6     | 7     | 8     | 9     | 10    | 11    | Pontszám | Helyezés |
| -------------- | --------------- | ----- | ----- | ----- | ----- | ----- | ----- | ----- | ----- | ----- | ----- | ----- | -------- | -------- |
| Minna Aalto    | Szörfvitorlázás | (21)  | (22)  | 13    | 19    | 18    | 20    | 16    | 18    | 13    |       |       | 117,0    | 20.      |
| Chita Smedberg | Europe          | 12    | 13    | 10    | 14    | 19    | 9     | 15    | (22)  | 18    | 18    | (23)  | 128,0    | 19.      |

Nyílt
| Versenyző                    | Versenyszám | Futam | Futam | Futam | Futam | Futam | Futam | Futam | Futam | Futam | Futam | Futam | Pontszám | Helyezés |
| Versenyző                    | Versenyszám | 1     | 2     | 3     | 4     | 5     | 6     | 7     | 8     | 9     | 10    | 11    | Pontszám | Helyezés |
| ---------------------------- | ----------- | ----- | ----- | ----- | ----- | ----- | ----- | ----- | ----- | ----- | ----- | ----- | -------- | -------- |
| Thomas Johanson              | Laser       | (18)  | 14    | 4     | 8     | 11    | 13    | 6     | (15)  | 4     | 13    | 5     | 78,0     | 8.       |
| Richard Grönblom Ville Kurki | Csillaghajó | 16    | (19)  | 18    | 12    | 15    | 16    | 16    | (26)  | 17    | 19    |       | 129,0    | 20.      |

## Vívás
Női
| Versenyző     | Versenyszám       | Selejtező                   | 32-es főtábla     | Nyolcaddöntő      | Negyeddöntő       | Elődöntő          | Bronz- mérkőzés   | Döntő             | Helyezés |
| Versenyző     | Versenyszám       | Ellenfél Eredmény           | Ellenfél Eredmény | Ellenfél Eredmény | Ellenfél Eredmény | Ellenfél Eredmény | Ellenfél Eredmény | Ellenfél Eredmény | Helyezés |
| ------------- | ----------------- | --------------------------- | ----------------- | ----------------- | ----------------- | ----------------- | ----------------- | ----------------- | -------- |
| Minna Lehtola | Párbajtőr, egyéni | Helena Elinder (SWE) · 8–15 | kiesett           | kiesett           | kiesett           | kiesett           | kiesett           | kiesett           | 34.      |